# Who Would Imagine a King
Who Would Imagine a King är en julsång skriven av Mervyn Warren och Hallerin Hilton Hill, och ursprungligen insjungen av Whitney Houston på albumet The Preacher's Wife: Original Soundtrack Album 1996.
2009 sjöng Lotta Engberg in sången på albumet Jul hos mig.

### Fotnoter
1. ↑  ”Jul hos mig”. Svensk mediedatabas. 1 mars 2009. http://smdb.kb.se/catalog/id/002567266. Läst 24 december 2013.